# Раджьонков
Раджьонков или Раджьо̀нкув (на полски: Radzionków; на немски: Radzionkau) е град в Южна Полша, Силезко войводство, Тарногорски окръг. Административно е обособен в самостоятелна градска община с площ 13,20 км2.

## Население
Според данни от полската Централна статистическа служба, към 1 януари 2014 г. населението на града възлиза на 17 025 души. Гъстотата е 1 290 души/км2.